# Académie de l'humour

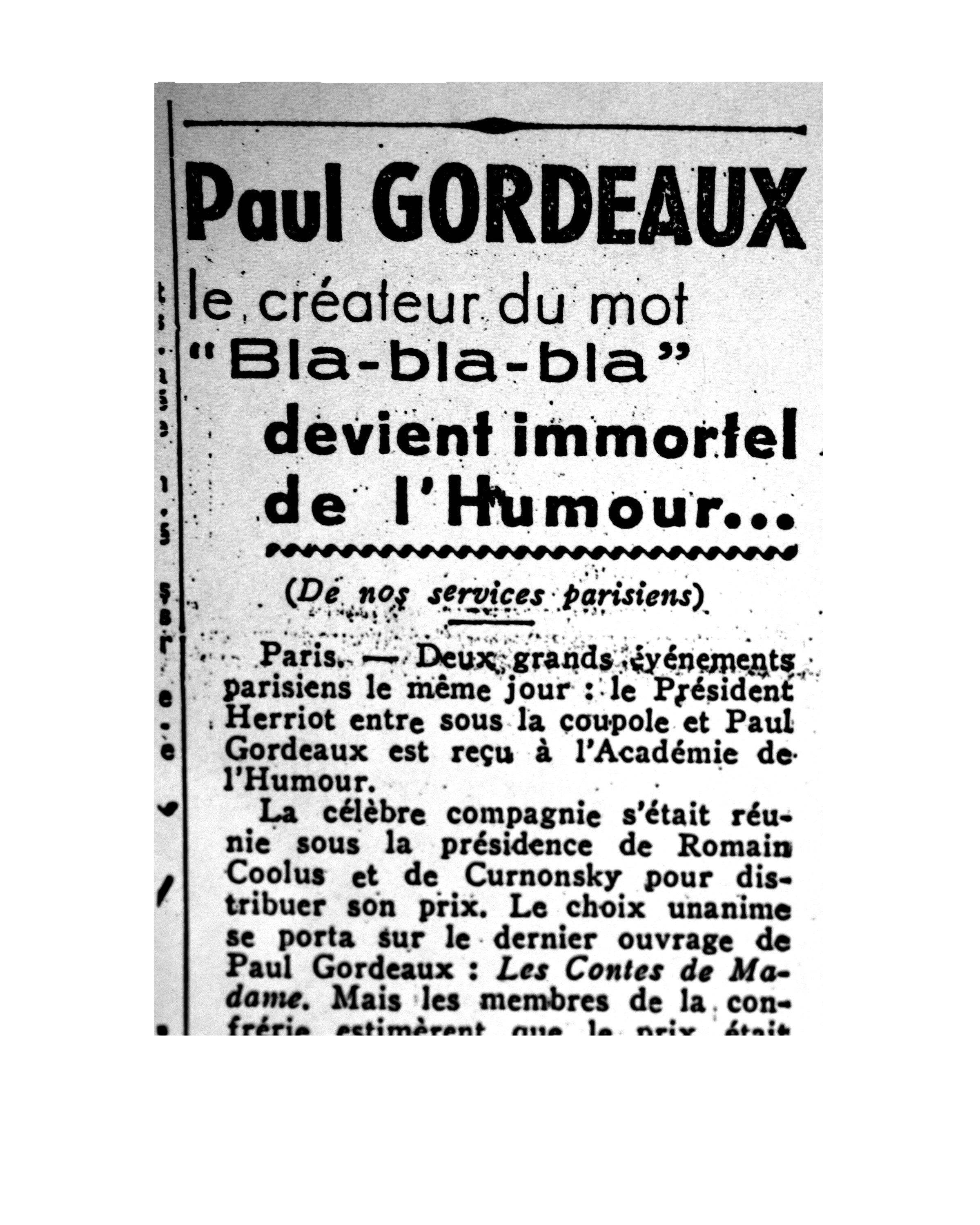
Paul Gordeaux, immortel de l'humour

L’Académie de l’humour français (A.H.F.) est une académie fondée en France en 1923 par un groupe d'écrivains,.

## Historique
L'académie est née le 13 décembre 1923. Après l'échec en 1922 de la candidature de Gabriel de Lautrec à l'Académie Française, un groupe de ses amis (dont Georges Docquois, André Warnod, Pierre Cami (1884-1958), Trébia et Gaston Dérys,, émet l'idée de la création d'une telle académie. Elle comptait 20 membres à l'origine, 30 en 1934. Les traces d'activité se perdent à la fin des années 1960.   
Les premiers membres sont Paul Gavanet, Clément Vautel, Arnould Galopin, Gabriel de Lautrec, Georges Auriol, Jean Giraudoux, Charles Fouquet, Georges Docquois, André Foucault et René Dubreuil.   

## Activité
Commencé en 1926, le Dictionnaire de l'Académie de l’humour français sera publié en 1934. Il sera suivi du Dictionnaire de l’amour (1938), du Dictionnaire humoristique de la médecine (1939), du Dictionnaire humoristique de la gastronomie (1941) et du Dictionnaire humoristique des lettres et des arts (1947).  
De mars 1924 à janvier 1925, une rubrique « Les gaietés de la semaine » du Journal amusant est tenue par les académiciens de l'Humour René Dubreuil et Rodolphe Bringer,. À compter de décembre 1924,  elle décerne un prix annuel, et à partir de 1931 des brevets d'humour involontaire. 

## Membres
Parmi les membres de cette académie figurent George Auriol, Marcel Achard, Dominique Bonnaud, Rodolphe Bringer, Cami, Romain Coolus, Jean Cocteau, Curnonsky, Maurice Dekobra, Gaston Derys, Jean Drault, René Dubreuil, Duplan, André Foucault, Arnoult Galopin, Maurice Garçon, Georges Geiger, Paul Gordeaux, le dessinateur humoristique Gus, Joseph Hémard, Pierre La Mazière (1925), Gabriel de Lautrec, Jules Lévy, Georges Lion, Geo London, Louis Marsolleau, Pierre Mortier, Jules Moy, André Mycho, Marcel Pagnol, Raymond Queneau (1950), Paul Reboux (1927), Charles Torquet, Trebla, Pierre Valdagne, J. Valmy-Baysse, Adrien Vély, Léon Xanrof, Miguel Zamacoïs. 
Marcel Achard, Jean Cocteau et Maurice Garçon entrent par la suite à l'Académie française,.
George Auriol est élu président après le décès de Georges Docquois (1927). Romain Coolus lui succède (1938), puis Curnonsky (1940). 
Marcel Achard et Paul Gordeaux deviennent les coprésidents de l'Académie de l'humour à la disparition de Curnonsky en 1956.

## Prix et Récompenses
- 1924 : Prix Georges Geiger à George-Armand Masson[18].
- 1924 : Prix du Cri de Paris à Marcel Achard pour Voulez-vous jouer avec moâ ?[19].
- 1925 : Prix du Cri de Paris à Geneviève Duhamelet pour Rue du Chien-qui-pêche[20].
- 1928 : Prix de l'Académie à Henri Falk pour Le fils improvisé[21]. 1929 reporté puis non décerné faute de livres drôles.
- 1930 : Prix de l'Académie à Eugène Saillard pour Les Quatre sourires.
- 1946 : Prix annuel à Paul Gordeaux pour Les Contes de Madame (suivi de son admission comme immortel de l'Humour)[22]. Paul Gordeaux a proposé en janvier 1947 Jean-Paul Sartre au prix comme le plus grand humoriste vivant « on ri à chaque réplique de son Huis Clos »[23].
- 1948 : Grand Prix de l'Académie de l'Humour à Blanche Bendahan pour Poèmes en short[24].
- 1950 : Grand Prix de l'Académie de l'Humour à Henri Callet pour 1930[25].
- 1950 : Brevet d'Humour involontaire au ministre de l'Éducation pour ses mesures sur la censure cinématographie[26].
- 1960 : Grand Prix de l'Académie de l'Humour à Robert Escarpit pour Peinture fraîche[27].
- 1962 : Grand Prix de l'Académie de l'Humour à Philippe Bouvard pour Carnets mondains[28].
- 1964 : Grand Prix de l'Académie de l'Humour à Georges Coulonges pour Le Général et son train [29].
- 1967 : Grand Prix de l'Académie de l'Humour à André Couteaux pour L'enfant à femmes.
- 1968 : Grand Prix de l'Académie de l'Humour à Gustave Erlich pour Le Plan des Chèvres.
- 1970 : Grand Prix de l'Académie de l'Humour à René Fallet pour Au beau rivage[30].
- 1973 : Grand Prix de l'Académie de l'Humour à Remo Forlani pour Les gros mots (Julliard)[31].